# Końskie Błota
Końskie Błota (też: Końsbłota) – osada w Polsce, na obszarze Tucholskiego Parku Krajobrazowego, położona w województwie kujawsko-pomorskim, w powiecie tucholskim, w gminie Tuchola. Miejscowość jest częścią składową sołectwa Legbąd.
W latach 1975–1998 miejscowość administracyjnie należała do województwa bydgoskiego.